# القرامطة غرب
قرية القرامطة غرب هي إحدى القرى التابعة لمركز سوهاج بمحافظة سوهاج في جمهورية مصر العربية. حسب إحصاءات سنة 2006، بلغ إجمالي السكان في القرامطة غرب 7657 نسمة، منهم 3962 رجل و3695 امرأة.